# السودان (104)
كانت السودان (104) سفينة إنزال مشاة في خدمة البحرية الملكية خدمت باسم إتش إم إس سيسرو خلال المراحل الأخيرة من الحرب العالمية الثانية.

## مسيرتها المهنية

### خلال فترة الحرب
بنت شركة اتحاد الصلب، الكائنة في ويلمنغتون بكاليفورنيا، السفينة باسم كيب سانت فينسنت، وتغير اسمها بموجب شروط عقد الإيجار بعد وقت قصير من اكتمالها في يناير 1944 إلى إمباير آركوبوس. استلمتها وزارة النقل الحربي وأدارتها شركة دونالدسون بروس آند بلاك المحدودة. كانت سفينة إمباير آركوبوس جزءاً من قافلة سي يو 15، التي أبحرت من نيويورك في 22 فبراير 1944. وكانت تحمل شحنة من الأسماك والأفراد. ثم انضمت إمباير آركوبوس إلى قافلة إتش إكس 280 في البحر في 29 فبراير. وصلت هذه القافلة إلى ليفربول في 9 مارس.
شاركت السفينة في عمليات الإنزال في نورماندي، حيث حملت مركبات دعم إنزال متوسطة فئة إم كيه 3 هي 78 و109 و112 من الأسطول رقم 542 لمركبات الإنزال الهجومية، كما حملت قوات من فوج هامبشاير [الإنجليزية] إلى غولد بيتش. بعد إنزال النورماندي، وُضعت إمباير آركوبوس في كلايد. خدمت إمباير آركوبوس لاحقاً في المحيط الهادئ.
صادرتها الأميرالية البريطانية في يناير 1945، وأعادت تكليفها باسم إتش إم إس سيسرو، وخدمت تحت هذا الاسم حتى نهاية الحرب، على الرغم من أنه يبدو أنها ظلت تحمل اسم إمباير آركوبوس. في 1945، استُخدمت إمباير آركوبوس لنقل القوات من سيدني وبريسبان عبر أيرلندا الجديدة وبريطانيا الجديدة وجزيرة مانوس [الإنجليزية] إلى بونام. خلال هذه الرحلة، كانت السفينة موبوءة بالخنافس الطائرة التي كانت على متنها في بالات من التبغ. وصلت السفينة إلى بونام في 25 مارس 1945. نظراً إلى متطلبات ما بعد نهاية الحرب، أُعيدت السفينة إلى وزارة النقل الحربي في سبتمبر 1945، والتي أعادتها إلى شركة دونالدسون بروس آند بلاك تحت اسمها الأصلي إمباير أركويبوس.

### ما بعد الحرب
أبحرت إمباير آركوبوس في خدمة دونالدسون بروس آند بلاك حتى 1946، عندما عادت إلى البحرية الأمريكية. حتى جرى الاستغناء عنها وبيعها لشركة الملاحة البحرية المصرية في نوفمبر 1946، متخذة اسمها الجديد السودان. أبحرت السودان مع الشركة الجديدة في السنوات القليلة التالية، حيث قامت برحلات لنقل الحجاج إلى جدة، وفي بعض الأحيان كانت تعمل بموجب الإيجار. كذلك قامت بعدد من الرحلات إلى أستراليا.
صادرتها الحكومة المصرية في 1959، خلال فترة التأميم، وبحلول 1961 أصبحت جزءاً من الشركة البحرية العربية المتحدة المؤممة، والتي شرعت في تشغيلها لمدة 12 عاماً. حتى عادت إلى ملكية شركة مصرية في 1973، وهذه المرة كانت الشركة المصرية للملاحة. بيعت للخردة في 1980، ووُضعت في السويس. أمضت عدة سنوات في هذه المحافظة، ولكن بدأ العمل على تخريدها أخيراً في يوليو 1984 وتفككت تماماً بحلول 28 مارس 1987.

## الرقم الرسمي ورموز الشيفرة
كانت الأرقام الرسمية لتسجيل السفينة هي:
- حملت إمباير آركوبوس الرقم الرسمي للمملكة المتحدة (169819) واستخدمت الرموز الشفرية (MYMS).[1]
- حملت السودان الرقم الرسمي المصري (104) واستخدمت الرموز الشفرية (SUDS).[2]

## معلومات المراجع
- Plowman، Peter (2006). Australian Migrant Ships 1946-1977. Rosenberg Publishing. ISBN:1-877058-40-8.
- Finch، Ted (2001). "EMPIRE - A". THE 'EMPIRE' SHIPS. mariners-l.co.uk. مؤرشف من الأصل في 2022-11-09. اطلع عليه بتاريخ 2008-11-24.
- Haworth، R (2006). "Search result for "1169819"". Miramar Ship Index. مؤرشف من الأصل في 2023-01-29. اطلع عليه بتاريخ 2008-11-24.

## وصلات خارجية
- Photo of Empire Arquebus